# ASME
 ASME  és l'acrònim de American Society of Mechanical Engineers (Societat Americana d'Enginyers Mecànics). És una associació professional, que a més ha generat un codi de disseny, construcció, inspecció i proves per equips. Entre altres, calderes i recipients a pressió. Aquest codi té acceptació mundial i és usat en tot el món. Fins al 2006, ASME tenia 120.000 membres.

## Seccions

### BPVC
Boiler and Pressure vessels Code  - Regles per a calderes i dipòsits a pressió.
1. Regles per a la construcció de calderes d'energia.
2. Materials.
3. Codi per contencions en formigó.
4. Regles per a la construcció de calderes de calefacció.
5. Regles per a certificació